# Sicyodes costipicta
Sicyodes costipicta är en fjärilsart som beskrevs av Louis Beethoven Prout 1932. Sicyodes costipicta ingår i släktet Sicyodes och familjen mätare. Inga underarter finns listade i Catalogue of Life.